# Орхомен (Аркадія)
Орхомен або Орхоменос (грец. Ὀρχομενός) — стародавнє місто в Аркадії, Греція, назване Фукідідом Аркадським Орхоменом (Ὀρχομενός ὁ Ἀρκαδικός), щоб відрізнити його від Беотійського міста.

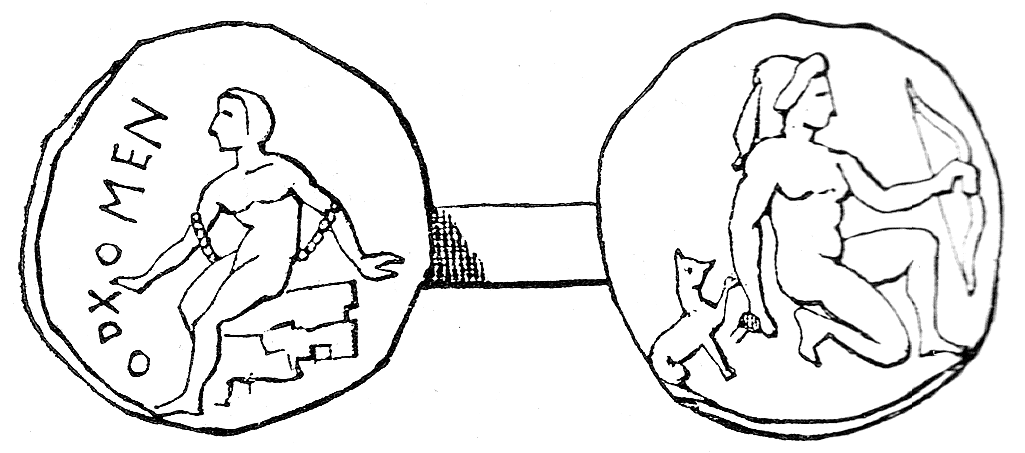
Монета з Орхомена

Виникнувши у вигляді доісторичного поселення, Орхомен став одним із могутніх міст Західної Аркадії разом із Тегеєю та Мантінеєю. Розквіт міста припав на 7–6 століття до нашої ери, і внаслідок воно стало багатим містом, яке карбувало свою власну валюту.
Його руїни знаходяться поблизу сучасного села Орхомен (до 1963 року: Καλπάκι, Калпакі).

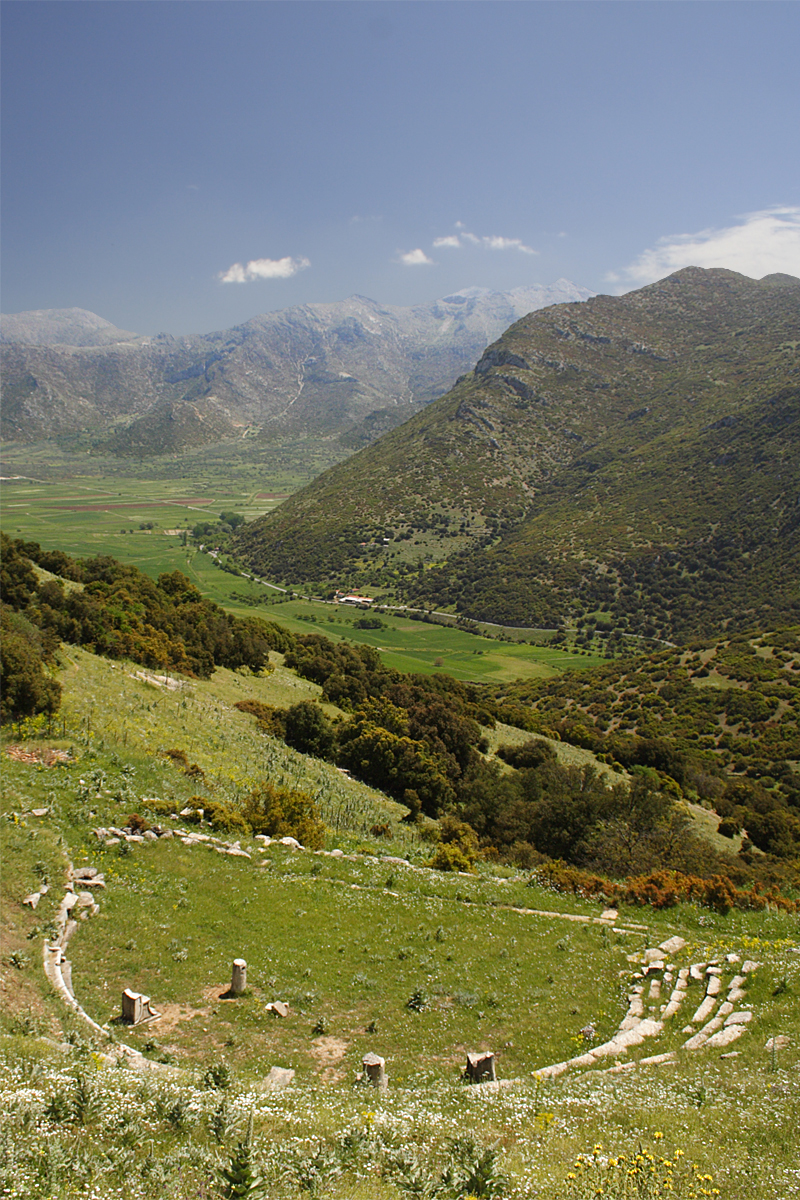
Театр Орхомен і Карстова западина

Орхомен спочатку був заснований біля підніжжя Акрополя на рівнині, що оточена горами з усіх боків. Пізніше поселення було перенесено на гору, на якій і були внаслідку знайдені найважливіші пам'ятки міста. Сучасне село Орхомен стоїть на місці нижнього Орхомена.

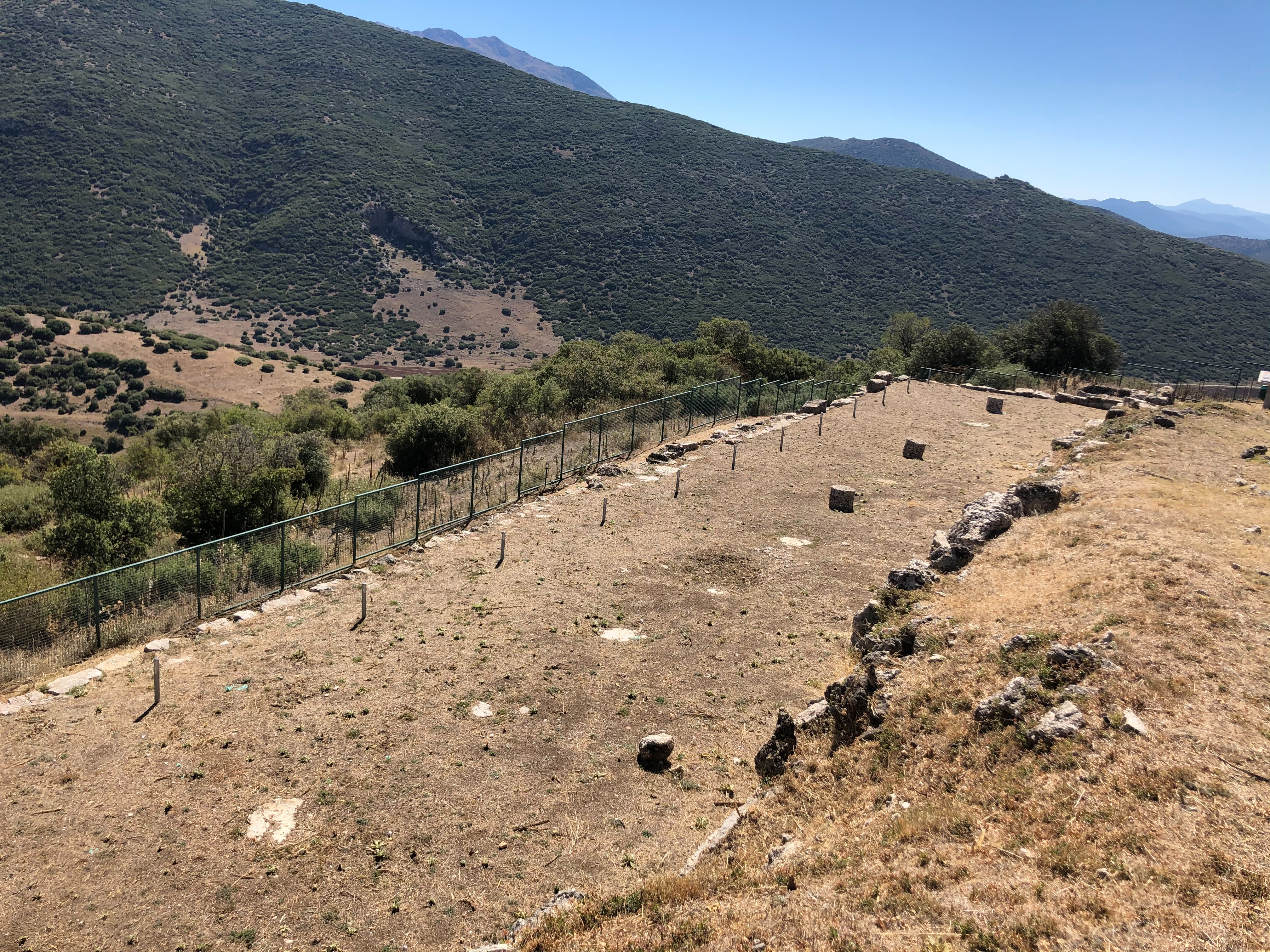
Орхоменос

Ця рівнина була обмежена на півдні невисоким хребтом пагорбів, що називався Анхізія, який відокремлював її від території Мантинеї: на півночі – високим ланцюгом, що називався Олігіртус, через який пролягали переходи на території Фенея і Стимфала, а на сході і заході – двома паралельними ланцюгами, що йдуть з півночі на південь.
Рівнина розділена на два пагорби, що виходять зі східного та західного хребтів, і які підходять так близько, що залишають простір лише для вузького яру між ними. На вершині західного пагорба стояв акрополь Орхомена, висотою майже 900 м (3 000 футів), що нагадував міцну фортецю. Води південної частини рівнини проходять через яр у північну рівнину, де, оскільки немає виходу для вод, вони утворили велике озеро. Цей опис відноситься до часів Павсанія (110 р. н. е. – прибл. 180). Сьогодні на тому місці озера вже немає. Дві рівнини характеризуються як замкнуті геологічні басейни (карстові западини), де навіть сьогодні опади мають сезонно невідповідний підповерхневий дренаж через канави, Катавотрес (грецький термін для ponors) і штучний тунель.
Орхомен згадується Гомером, який дає йому епітет полімелос (πολύμηλος), що означало «багато овець», і Овідій також називає його ferax , Аполлоній Родій  – ἀφνεός.

## Зовнішні посилання
- Офіційний веб-сайт
- Chisholm, Hugh, ред. (1911). Orchomenus . // Encyclopædia Britannica (англ.) (вид. 11-те). Cambridge University Press.

Шаблон:Tripoli div